# Setar
El setar (del persa se, tres, y târ, cuerda) es un instrumento persa. Es un instrumento de cuerda pulsada, de cuatro cuerdas (se le agregó una más hace unos siglos), con 25 - 27 trastes movibles. Desciende del tanbur. El setar no debe ser confundido con el sitar de la India, que es un instrumento diferente. Algunos ejecutantes son: Mirza Abdollah, Sa'id Hormozí, Ahmad Ebadí, Abolhasan Sabá, Ghashang Kamkar, Mohammad Reza Lotfí, Mayid Derajshaní, Majid Javadi, Hosein Alizadeh, Yalal Zolfonun (Zoufonoun), Dariush Talaí, Dariush Safvat, Masud Shaarí, Keyván Saket.